# John Stossel
John Stossel, né le 6 mars 1947 à Chicago Heights, est un journaliste et animateur de télévision américain, auparavant pour ABC News et maintenant pour Fox News. Connu pour son style de journalisme unique et controversé, il commente régulièrement l'actualité dans un point de vue libertarien tout en critiquant les opinions communément admises.

## Biographie
Depuis octobre 2009, il a rejoint FOX News et FOX business. Il anime une émission appelée Stossel depuis le 10 décembre 2009.
Récipiendaire de 19 prix Emmy et du prix George-Polk, il est l'un des journalistes d'enquête les plus renommés aux États-Unis.

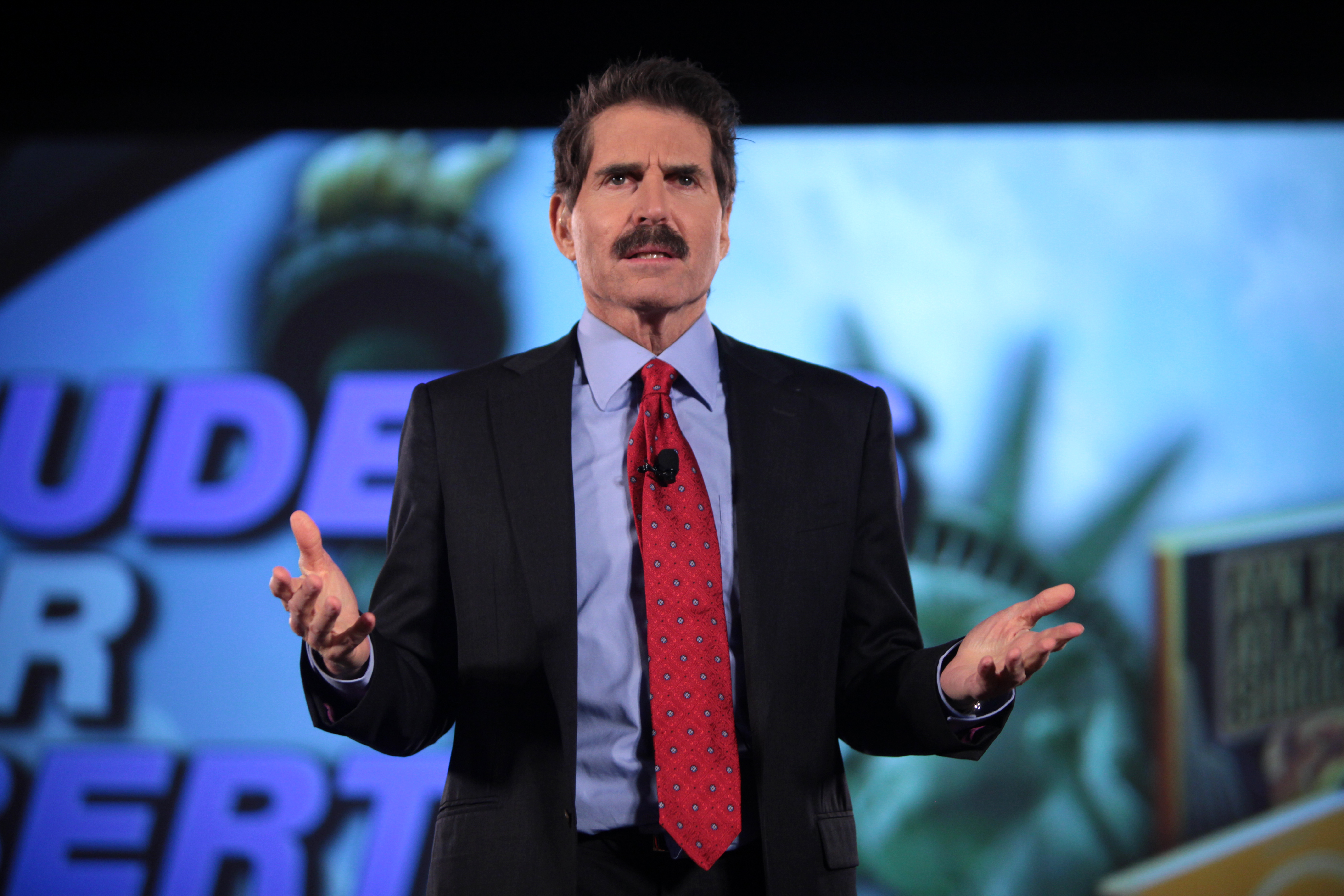
John Stossel à la conférence internationale de Students for Liberty à Washington en 2015.